# Мун, Билли
Уи́льям Ро́берт Мун (англ. William Robert Moon; 7 июня 1868 — 9 января 1943), более известный как Би́лли Мун (англ. Billy Moon) — английский футболист, вратарь. Выступал за любительские клубы «Олд Уэстминтерс» и «Коринтиан» а также за национальную сборную Англии. Также играл в крикет.

## Клубная карьера
Окончил Вестминстерскую школу, после чего выступал за футбольный клуб выпускников этой школы, «Олд Уэстминстерс». Также с 1886 по 1901 год выступал за любительский клуб «Коринтиан».

## Карьера в сборной
4 февраля 1888 года дебютировал за сборную Англии в матче против сборной Уэльса, в котором англичане одержали победу со счётом 5:1. Выйдя на поле в возрасте 19 лет и 242 дней, Мун стал самым молодым вратарём в истории сборной Англии. Этот рекорд продержался 124 года и был побит Джеком Батлендом в августе 2012 года.
Свой последний матч за сборную Мун провёл 7 марта 1891 года: это была игра против сборной Шотландии на стадионе «Ивуд Парк»; Мун вывел англичан на поле с капитанской повязкой. Несмотря на то, что ему было только 22 года, больше в сборную он не вызывался.
Всего провёл за сборную Англии 7 матчей.

### Список матчей за сборную
| № | Дата            | Стадион                          | Соперник  | Результат | Турнир                  |
| - | --------------- | -------------------------------- | --------- | --------- | ----------------------- |
| 1 | 4 февраля 1888  | «Нантуич Роуд», Кру              | Уэльс     | 5:1       | Домашний чемпионат 1888 |
| 2 | 17 марта 1888   | «Хэмпден Парк», Глазго           | Шотландия | 5:0       | Домашний чемпионат 1888 |
| 3 | 23 февраля 1889 | «Виктория Граунд», Сток-он-Трент | Уэльс     | 4:1       | Домашний чемпионат 1889 |
| 4 | 13 апреля 1889  | «Кеннингтон Оувал», Лондон       | Шотландия | 2:3       | Домашний чемпионат 1889 |
| 5 | 15 марта 1890   | «Рейскорс Граунд», Рексем        | Уэльс     | 3:1       | Домашний чемпионат 1890 |
| 6 | 5 апреля 1890   | «Хэмпден Парк», Глазго           | Шотландия | 1:1       | Домашний чемпионат 1890 |
| 7 | 7 марта 1891    | «Ивуд Парк», Блэкберн            | Шотландия | 2:1       | Домашний чемпионат 1891 |

Итого: 7 матчей (1 «сухой») / 8 пропущенных мячей; 5 побед, 1 ничья, 1 поражение.

## Достижения
Сборная Англии
- Победитель Домашнего чемпионата: 1887/88, 1889/90 (разделённая победа), 1890/91

## Вне футбола
По профессии был солиситором, работал в юридической фирме в Лондоне.
Также профессионально играл в крикет, был бэтсменом и выступал за крикетный клуб Мидлсекса.